# یوزف ترنستروم
یوزف ترنستروم (سوئدی: Josef Ternström؛ ۴ دسامبر ۱۸۸۸ – ۲ مه ۱۹۵۳) دونده دو استقامت اهل سوئد بود.
وی در مسابقات کشوری و بین‌المللی در مجموع برندهٔ ۱ مدال طلا شده‌است.